# Erythrodiplax longitudinalis
Erythrodiplax longitudinalis – gatunek ważki z rodziny ważkowatych (Libellulidae). Występuje na terenie Ameryki Południowej.